# Fin de siècle
A fin de siècle (franciául ['fɛ̃ də'sjɛkl], jelentése „századvég”) szellemi-kulturális mozgalom volt a 19. század – 20. század fordulója körüli évtizedekben. Különösen elterjedt Közép-Európában. A történelemben ez az 1880 és az első világháború kezdete közötti időszak, amely a németajkú országokban Jahrhundertwende kifejezéssel ismert.
Megfelel annak a periódusnak, amelyet főszereplői az addig érvényes értékrend és az életmodell összeomlásának kifejezéseként, és egyben egy új korszak hajnalaként érzékelnek. A fin de siècle kifejezés francia nyelvű változatban terjedt el és maradt fenn, mert elsősorban franciák – így pl. a szimbolisták, köztük Paul Verlaine, Languore c. szonettjével – voltak az első művészek, akik különös érzékenységgel érzékelték az időszakot jellemző mély változásokat, melyek alapvető jellemzői voltak annak az Európának, amely lassan haladt az új történelmi valóság felé: a huszadik század és annak avantgárdjai felé. A fin de siècle-nek megfelelő kulturális mozgalom az esztétikában, a dekadenciában és más korlátozottabb kulturális áramlatokban is kifejeződött, és összességében előkészítette a modernizmus születését.

## Fordítás
- Ez a szócikk részben vagy egészben  a   Fin de siècle című olasz Wikipédia-szócikk ezen változatának fordításán alapul.  Az eredeti cikk szerkesztőit annak laptörténete sorolja fel. Ez a jelzés csupán a megfogalmazás eredetét és a szerzői jogokat jelzi, nem szolgál a cikkben szereplő információk forrásmegjelöléseként.